# 慶山警察署
慶山警察署（キョンサンけいさつしょ）は、慶北地方警察庁所管の警察署である。

## 管轄区域
- 慶山市

## 沿革
- 1945年10月21日 - 開署
- 1981年7月1日 - 安心支署、孤山支署、龍溪支署を大邱市警察局東部警察署に移管
- 1999年10月14日 - 現在の庁舎が完成

## 組織
- 警務課
- 生活安全課
- 捜査課
- 警備交通課
- 情報保安課

## 管轄派出所
- 中央派出所
- 西部派出所
- 東部派出所
- 押梁派出所
- 瓦村派出所
- 慈仁派出所
- 珍良派出所
- 河陽派出所